# Semasiologia
La semasiologia (del grec σημασία semasia, “significat”, σημαίνω semaino “indicar, significar”) és una disciplina de la lingüística que s'ocupa de la qüestió “què vol dir el mot X?”. Estudia el significat de les paraules sense tenir en compte la seva expressió fonètica. La semasiologia parteix del mot o l'expressió lèxica i s'interroga pel seu significat, els seus diferents sentits (polisèmia). El modus operandi contrari és l'emprat per l'onomasiologia.
Aquest terme va aparèixer pel primer cop el 1825 en l'obra de Christian Karl Reisig Vorlesungen über lateinische Sprachwissenschaft (Lliçons sobre lingüística llatina). Entre d'altres, Friedrich August Eckstein, Gerhard Franz, Friedrich Haase, Ferdinand Heerdegen, H. Lehmann, Hermann Peter i Richard Chenevix Trench, varen ser els principals continuadors d'aquesta línia de recerca. En primera instància, la semasiologia s'entenia principalment com una recerca historiogràfica, principalment per a investigar els canvis semàntics.
Es pot entendre la semasiologia com a branca de la lexicologia, i com a part de la semàntica. Més exactament, de vegades se subscriu a la semàntica lèxica, encara que sovint aquest terme s'entén com a sinònim de semàntica. El significat exacte del terme no és del tot precís, puix que segons alguns autors, la semasiologia s'ha barrejat amb la semàntica en la ciència lingüística moderna, si bé encara es fa servir definida per oposició a l'onomasiologia.
No s'ha de confondre amb l'onomàstica, que tracta els noms propis, o l'etimologia, que s'ocupa de l'origen dels mots.